# Jud II
Jud II is een bestuurslaag in het regentschap Musi Banyuasin van de provincie Zuid-Sumatra, Indonesië. Jud II telt 938 inwoners (volkstelling 2010).